# Thomas Magnete
Компания Томас Магнете — является немецким производителем электромагнитных систем предуправления, в частности: дозировочных насосов, устройств активации систем защиты при переворачивании автомобиля и защиты пешехода (при наезде), пропорциональных клапанов и пропорциональных магнитов. Компания имеет филиалы в США, Швеции, России, Корее и Китае. Головное представительство находится в городе Хердорф (земля Рейнланд-Пфальц). В 2007 результатом деятельности 280 сотрудников фирмы стал оборот в 60 млн евро.

## Прошлое и настоящее
Компания была основана в 1962 году Германом Томасом как дочернее предприятие Роберта Томаса "Металл- и Электроверке ГмбХ", которая стала производить размыкающий электромагнит центрифуг отжимания белья.
Томас Магнете — является поставщиком компонентов оборудования для автомобильной промышленности и мобильной гидравлики.
Продукция компании разрабатывается и выпускается для легковых и грузовых автомобилей разных моделей, а также для внедорожной техники разных производителей. Применяется в таких областях, как: трансмиссия, управление системой двигателя, шасси, безопасность, управление выхлопной системой, управление температурой, мобильная гидравлика. Первое зарубежное представительство появилось в США, в штате Висконсин, город Милуоки. Далее были открыты представительства в Китае, Корее, России и Швеции.

## Собственники и руководство
- В 1972 году предприятие стола независимым ГмбХ.
- В 1982 году управляющим компании становится Дитрих Томас.

## Союзы
- Ассоциация Автомобильных поставщиков. Инициатива земли Рейнланд-Пфальц, профессор, доктор Хайо Вебер
- Объединение немецких машиностроительных предприятий (VDMA)
- Ассоциация немецкой автомобильной промышленности (VDA)
- Ассоциация поддержки жидкостных технологий (RWTH), профессор Университета доктор технических наук. Ч. Мурренхофф